# Leptodoras oyakawai
Leptodoras oyakawai é uma espécie de peixe da família dos doradidae e da ordem dos siluriformes. Os machos podem alcançar 12,4 cm de comprimento. A espécie possui 38-40 vértebras.
É um peixe de água doce e de clima tropical, encontrado na América do Sul, mais especificamente, nas bacias dos rios Tapajós e Xingu, no Brasil.